# 福島県道353号国見福島線
福島県道353号国見福島線（ふくしまけんどう353ごう くにみふくしません）は、福島県伊達郡国見町から福島市に至る一般県道である。

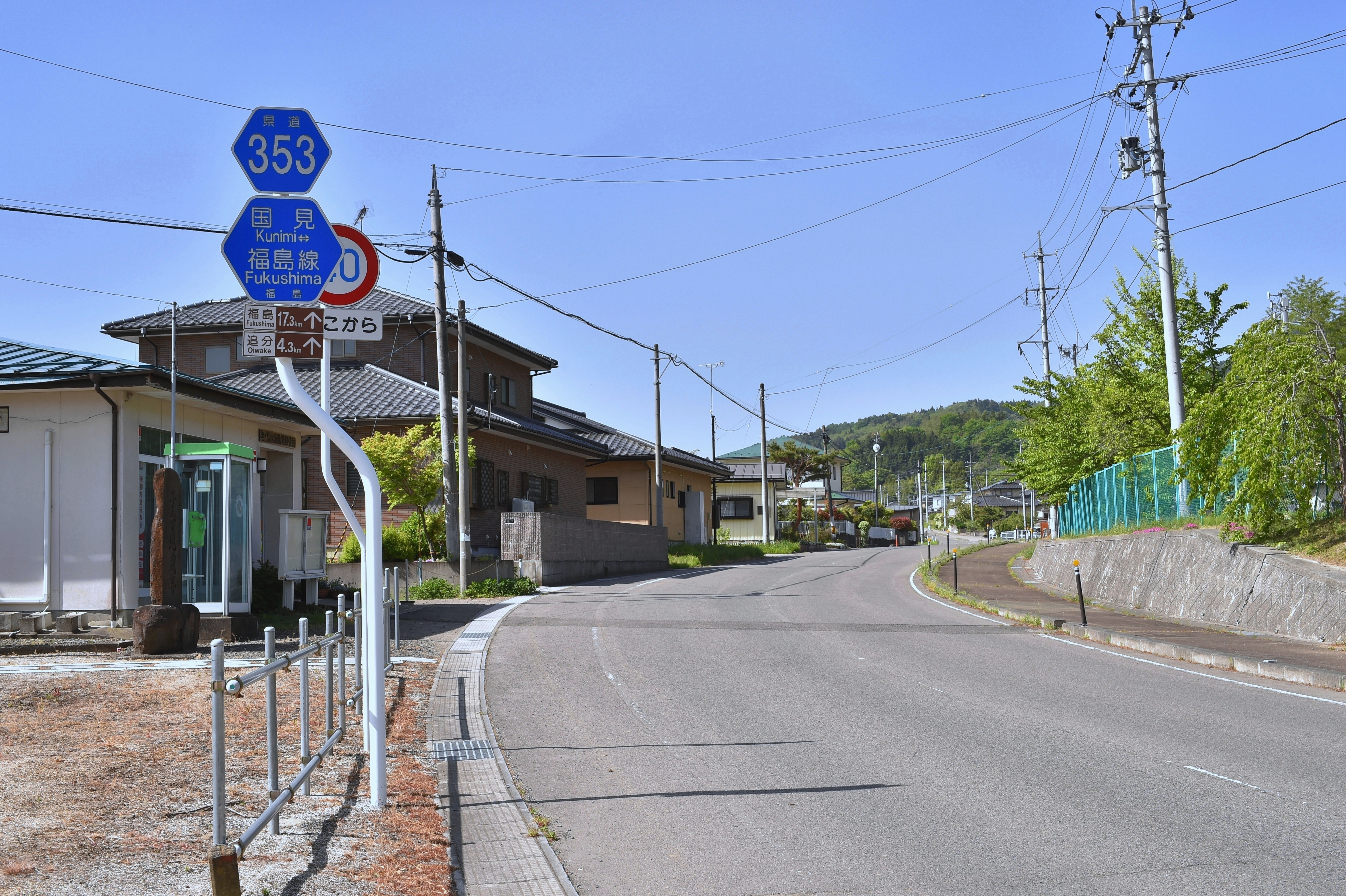
福島県道353号国見福島線
国見町小坂（2024年5月）

## 概要
- 起点 : 伊達郡国見町小坂字カニ坂（小坂小学校前交差点（宮城県道・福島県道46号白石国見線交点））
- 終点 : 福島市瀬上町字穴田（瀬上三差路交差点（国道4号交点））
- 総延長 : 11.323km[1]
  - 実延長：10.859km
- 通過市町村 : 伊達郡国見町 - 伊達郡桑折町 - 伊達市 - 福島市

起点の国見町小坂から桑折町谷地までは羽州街道、それ以南は奥州街道にほぼ合致しており、現在国道4号として供用されているルートが開通するまで桑折町以南のルートは国道に指定されていた。全線片側1車線で供用されており、国見町小坂、伊達市、福島市瀬上町ではセンターラインのない狭隘な区間も存在する。

### 重用区間
- 福島県道124号飯坂桑折線（伊達郡桑折町字本町～同町字新町）

## 沿革
- 1983年（昭和58年）1月11日 - 福島県によって県道路線に認定される[2]。

## 接続路線
- 国見町内
  - 宮城県道・福島県道46号白石国見線（小坂字カニ坂 小坂小学校前交差点 起点）
- 桑折町内
  - 福島県道124号飯坂桑折線 国道4号方面（本町 旧伊達郡役所前）
  - 福島県道124号飯坂桑折線 飯坂温泉方面（新町 桑折寺前）
- 伊達市内
  - 国道399号（片町）
- 福島市内
  - 福島県道155号飯坂瀬ノ上線（瀬上町字荒町）
  - 福島県道197号東福島停車場線（瀬上町字四斗蒔）
  - 国道4号（瀬上町字穴田 瀬上三差路交差点 終点）

## 道路施設
太田橋
- 全長：13.2m
- 幅員：6.0（10.0）m
- 形式：PCプレテンホロー桁橋
- 竣工：2003年度

国見町小坂字台、字カニ坂から字宮五郎内、字古内に至り、一級水系阿武隈川水系滝川を渡る。橋上は上下対向2車線で供用されており、上り線側に幅員2.5mの歩道が設置されている。当路線の狭隘区間、悪線形の解消のため、滝川の砂防事業による流路工事に併せて施工された。総工費は1億900万円。
産ヶ沢橋
- 全長：31.6m
- 幅員：6.8m
- 竣工：1960年[4]

桑折町字白銀から字田植、字興福寺に至り、一級水系阿武隈川水系産ヶ沢川を渡る。橋上は上下対面通行で供用ているが、センターラインや歩道は整備されておらず、周囲と比べ幅員が狭小である。
幸橋

## その他
- 1971年（昭和46年）4月12日まで、伊達郡伊達町（現・伊達市）の長岡分岐点（現在の福島信用金庫伊達支店付近）から福島市瀬上町まで福島交通飯坂東線の併用軌道が敷設されていた。現在でも分岐点跡地にはデルタ線の形状のコンクリート縁石が残されている。

## 沿線
- 岩代小坂郵便局
- 旧国見町立小坂小学校
- 桑折町立半田醸芳小学校
- 半田郵便局
- 桑折追分
- 桑折郵便局
- 旧伊達郡役所
- 諏訪神社
- 日立Astemo福島工場
- 曙ブレーキ福島工場
- 瀬上嶋貫本家 - 国の登録有形文化財[5]